# George Koval
George Abramovich Koval (tiếng Nga: Жорж (Георгий) Абрамович Коваль, Koval Zhorzh Abramovich; 1913-2006) là một sĩ quan tình báo Liên Xô. Việc Koval xâm nhập Dự án Manhattan thành công đã làm giảm đáng kể thời gian để Liên Xô phát triển vũ khí hạt nhân.

## Tiểu sử
George Koval sinh ra trong gia đình những người nhập cư Do Thái ở Sioux City, Iowa, Hoa Kỳ. Cha của ông vốn là một thợ mộc nghèo lại yêu cô con gái của một thủ lĩnh Do Thái giáo tại Belarus. Năm 1910, cha ông quyết định sang Hoa Kỳ tìm kiếm cơ hội. Họ có với nhau 3 đứa con, George Koval là con thứ hai.
Khi cuộc đại khủng hoảng nổ ra, gia đình Koval quyết định lên một chiếc tàu của Liên Xô, rời khỏi Hoa Kỳ về định cư tại Birobidzhan. Với học lực xuất sắc của mình, Koval đã được nhận vào Đại học Công nghệ Hoá học Moskva Mendeleev tại Moskva vào năm 1934. Ông lập gia đình và có được một cô con gái.

## Trở thành điệp viên
Koval lọt vào tầm ngắm của Tổng cục tình báo Liên Xô (GRU) không chỉ nhờ vào học lực xuất sắc, lòng trung thành với lý tưởng của hệ thống xã hội chủ nghĩa và nhờ có tiểu sử đặc biệt – ông từng sinh ra, lớn lên và học tập tại Hoa Kỳ, nói tiếng Anh tốt và nắm rõ những tập quán tại đây. Rất nhanh chóng nhận lời sau khi được đề nghị, Koval trải qua một thời gian đào tạo về nghiệp vụ trước khi quay trở lại Hoa Kỳ với mật danh Delma.
Koval đã được tính toán đến hai phương án đặt chân tới Hoa Kỳ. Đầu tiên là với một cái tên hoàn toàn mới, tất nhiên với giấy tờ giả do cơ quan tình báo chuẩn bị. Phương án thứ hai là quay trở lại đây với chính tên thật của mình. Vào thời điểm trước chiến tranh, Liên Xô chưa hề có khái niệm gì về việc chế tạo bom nguyên tử.
Ngoài người vợ, cả cha mẹ Koval cũng không biết chính xác ông đang ở đâu. Tháng 10 năm 1940, Koval đặt chân lên đất Mỹ. Koval quyết định dùng giấy tờ với tên thật để xin vào làm việc tại một nhà máy chế tạo vũ khí hóa học tại Mỹ. Moskva đã nhận được một loạt những thông tin mật đầu tiên về các nguyên liệu từ nhà máy hóa học của quân đội này.

## Xâm nhậpDự án Manhattan
Trước yêu cầu của chiến tranh, Koval chính thức được gọi nhập ngũ vào năm 1942. Với kiến thức cơ bản rất tốt của mình, ông còn được Quân đội Hoa Kỳ cử đi hoàn thiện trình độ về kỹ thuật điện tử tại City College (Manhattan) và được đào tạo thêm về khả năng làm việc với các nguyên liệu phóng xạ.
Đến thời điểm năm 1944, dự án chế tạo bom hạt nhân của Hoa Kỳ đã bước sang giai đoạn cao điểm. George Koval với trình độ và chuyên môn tốt của mình nhanh chóng lọt vào mắt xanh của các tuyển trạch viên của dự án. Tháng 8 năm 1944, ông chính thức được lệnh tới làm việc tại Phòng thí nghiệm Quốc gia Oak Ridge thuộc thành phố Oak Ridge, Tennessee (nơi tập trung sản xuất Urani và Plutoni).
Nhiệm vụ cụ thể của Koval tại đây là một chuyên gia đo và theo dõi mức độ phóng xạ. Do đặc thù của công việc, ông có thể đi lại tự do tại tất cả ba địa điểm bí mật nhất tại đây, theo dõi mức độ phóng xạ có vượt quá giới hạn cho phép đối với các nhân viên.
Nhờ những thông tin từ Koval, Liên Xô biết được đang có gần 1.500 nhà khoa học và kỹ sư đang miệt mài làm việc tại Oak Ridge, Tennessee, phần nào lường được mức độ quan trọng của dự án.
Vào thời điểm đó, mọi nhân viên làm việc tại Oak Ridge đều phải tuân thủ những nguyên tắc hết sức nghiêm ngặt. Họ luôn bị giám sát chặt chẽ, kể cả các cuộc điện thoại, không được giao tiếp với nhau nếu không cần thiết. Nói một cách chính xác, điều kiện sống của họ chẳng khác gì trong các trại lính bí mật, chỉ có điều các điều kiện sinh hoạt tại đây rất đầy đủ và tiện nghi.
Koval đã chuyển cho chỉ huy có mật danh "Faraday" của mình tất cả thông tin về việc sản xuất nguyên liệu hạt nhân, cũng như cả thiết kế ngòi nổ trong quả bom nguyên tử tương lai. Tất cả những tài liệu quý giá trên được "Faraday" tìm cách chuyển gấp về Moskva, nơi có Igor Vasilyevich Kurchatov – cha đẻ của bom nguyên tử thuộc Dự án vũ khí hạt nhân của Liên Xô nóng lòng chờ đợi.

## Lãng quên
Sau chiến tranh, Koval được đề nghị tiếp tục ở lại làm việc tại cơ sở hạt nhân trên với tư cách một chuyên gia dân sự. Koval đã từ chối với dự định sẽ trở về New York để tiếp tục học tập. Năm 1946, trung sĩ - kỹ sư George Koval của Quân đội Hoa Kỳ quyết định xuất ngũ.
Sau sự kiện nhân viên mật mã Igor Guzenko tại Canada của Tổng cục tình báo Liên Xô (GRU) phản bội. Cơ quan Tình báo Trung ương Hoa Kỳ từ những thông tin thu được đã triển khai một chiến dịch săn lùng gián điệp trên khắp đất nước. Koval cuối cùng đã quyết định phải rời khỏi Hoa Kỳ.
Đến cuối năm 1948, Koval đã có mặt tại Liên Xô. Mãi cho đến tận năm 1950, Hoa Kỳ mới biết được chân tướng thực sự của George Koval.
Tháng 6 năm 1949, George Koval đã chính thức rời khỏi quân đội mặc dù trong suốt cả chục năm phục vụ cho Tổng cục tình báo Liên Xô (GRU), ông chưa bao giờ khoác lên mình một bộ đồng phục nào.
Một năm sau, ông quay trở lại Đại học Công nghệ Hoá học Moskva Mendeleev để tiếp tục sự nghiệp học hành, bảo vệ thành công luận án phó tiến sĩ. Cuộc sống của Koval từ đó về sau chỉ có thể gói gọn trong vài từ: yên bình và hạnh phúc, dù có đôi chút trắc trở. Có lần do gặp khó khăn trong chuyện tìm kiếm việc làm để nuôi vợ con, ông phải nhờ tới Tổng cục tình báo Liên Xô (GRU). Chỉ huy GRU khi đó là Trung tướng Mikhail Shalin đã viết một lá thư khẳng định George Koval đã có nhiều công lao đối với quân đội và đề nghị nhà trường giúp đỡ cho ông. Nhờ đó, George Koval tiếp tục được giảng dạy và nghiên cứu khoa học tại trường trong suốt 40 năm sau đó.

## Vinh danh
Phải đến đầu thế kỷ XXI, Tổng cục tình báo Liên Xô (GRU) mới nhớ tới cựu điệp viên xuất sắc của mình. Ông thường xuyên được mời tới các buổi gặp gỡ của cựu chiến binh, nhận hỗ trợ tiền bạc, được tặng thưởng huy chương "Vì những công lao cho tình báo quân sự" và cuối cùng là một tấm ảnh chú thích về điệp viên "Delma" trong bảo tàng nội bộ của GRU.
Vào dịp khánh thành một tòa nhà mới của Tổng cục tình báo quân đội Nga vào năm 2006, Tổng thống Nga Vladimir Putin có ghé thăm một bảo tàng nội bộ của tình báo quân sự. Nguyên thủ quốc gia Nga dừng lại trước phần giá trưng bày về George Abramovich Koval. Ông Putin yêu cầu thuyết minh tỉ mỉ hơn về nhân vật này. Phải nhờ tới mối quan tâm bất ngờ của Tổng thống Nga Vladimir Putin, công lao của Koval mới được ghi nhận xứng đáng: George Koval được truy tặng danh hiệu Anh hùng nước Nga vào năm 2007.